# ویلیام لوئیس
ویلیام لوئیس (انگلیسی: William Lewis؛ حدود ۱۷۰۸ - ۱۷۸۱)، پزشک و شیمیدان انگلیسی بود. وی به خاطر نوشته‌هایش در مورد داروسازی و پزشکی و همینطور به خاطر پژوهش‌هایش در مورد فلزات شناخته شده‌است.

## زندگی و کار
ویلیام لوئیس پسر جان (ویلیام؟) لوئیس آبجوساز بود و در ریچموند، لندن به دنیا آمد. او در ۱۷ مارس ۱۷۳۰ در آکسفورد پذیرفته شد.او در سال ۱۷۳۴ لیسانس و در ۱۷۳۷ فوق‌لیسانس و در ۱۷۴۱ فوق‌لیسانس و در ۱۷۴۵ دکترای پزشکی‌اش را دریافت کرد.او در ۱۷۴۶ در خیابان دُور لندن زندگی و طبابت می‌کرد،اما مدتی بعد به کینگستون آپون تیمز نقل‌مکان کرد.لوئیس در زمان افتتاح کتابخانه ردکلیف آکسفورد در ۱۷۴۹ سخنرانی کرد.او در ۲۱ ژانویه ۱۷۸۱ درگذشت و در ریچموند به خاک سپرده شد.

## جوایز
- همکار انجمن سلطنتی (۱۷۴۵)
- مدال کاپلی (۱۷۵۴)

## مطالعه بیشتر
- Jungnickel, Christa; McCormmach, Russell (1996). Cavendish. Philadelphia: American Philosophical Society. p. 150. ISBN 0-87169-220-1.